# Cantone di Oloron-Sainte-Marie-1
Il cantone di Oloron-Sainte-Marie-1 è una divisione amministrativa dell'arrondissement di Oloron-Sainte-Marie.
È stato costituito a seguito della riforma approvata con decreto del 25 febbraio 2014, che ha avuto attuazione dopo le elezioni dipartimentali del 2015.

## Composizione
Comprende parte della città di Oloron-Sainte-Marie e i seguenti 33 comuni:
- Accous
- Agnos
- Ance
- Aramits
- Aren
- Arette
- Asasp-Arros
- Aydius
- Bedous
- Bidos
- Borce
- Cette-Eygun
- Escot
- Esquiule
- Etsaut
- Eysus
- Féas
- Géronce
- Geüs-d'Oloron
- Gurmençon
- Issor
- Lanne-en-Barétous
- Lées-Athas
- Lescun
- Lourdios-Ichère
- Lurbe-Saint-Christau
- Moumour
- Orin
- Osse-en-Aspe
- Préchacq-Josbaig
- Saint-Goin
- Sarrance
- Urdos